# Eubazus tumorulus
Eubazus tumorulus är en stekelart som beskrevs av Papp 2005. Eubazus tumorulus ingår i släktet Eubazus och familjen bracksteklar. Inga underarter finns listade i Catalogue of Life.